# Urohi
 (mars 2023).
Urohi, parfois orthographié comme Urhohi, est une communauté de la zone de gouvernement local d'Esan Ouest, située dans l'État d'Edo, au Nigeria.  

## Histoire
Urohi est situé dans l’aire culturelle d’Esanland. La communauté est gouvernée depuis 2019 par le quinzième roi Onojie,,.